# Circondario di Salerno
Il circondario di Salerno era uno dei circondari in cui era suddivisa l'omonima provincia.

## Storia
Con l'Unità d'Italia (1861) la suddivisione in province e circondari stabilita dal Decreto Rattazzi fu estesa all'intera Penisola.
Il circondario di Salerno fu abolito, come tutti i circondari italiani, nel 1927, nell'ambito della riorganizzazione della struttura statale voluta dal regime fascista. Tutti i comuni che lo componevano rimasero in provincia di Salerno.

## Suddivisione
Elenco dei mandamenti e dei relativi comuni:
- Mandamento di Salerno:
Salerno;
- Mandamento di Vietri:
Vietri sul Mare, Cetara;
- Mandamento di Maiori:
Maiori, Minori, Tramonti;
- Mandamento di Amalfi:
Amalfi, Atrani, Scala, Ravello, Conca dei Marini;
- Mandamento di Positano:
Positano, Furore, Praiano;
- Mandamento di Cava:
Cava de' Tirreni;
- Mandamento di Nocera:
Nocera Inferiore, Nocera Superiore;
- Mandamento di Pagani:
Pagani, Sant'Egidio, Corbara;
- Mandamento di Angri:
Angri, Scafati;
- Mandamento di Sarno:
Sarno, San Marzano sul Sarno, San Valentino Torio;
- Mandamento di Castel San Giorgio:
Castel San Giorgio, Bracigliano, Roccapiemonte, Siano;
- Mandamento di Mercato San Severino:
Mercato San Severino, Calvanico, Fisciano;
- Mandamento di Baronissi:
Baronissi, Pellezzano;
- Mandamento di San Cipriano:
San Cipriano Picentino, Castiglione del Genovesi, Giffoni Sei Casali, Giffoni Valle Piana, San Mango Piemonte;
- Mandamento di Montecorvino:
Montecorvino Rovella, Acerno, Montecorvino Pugliano, Olevano sul Tusciano.